# Wilhelmina Skulska

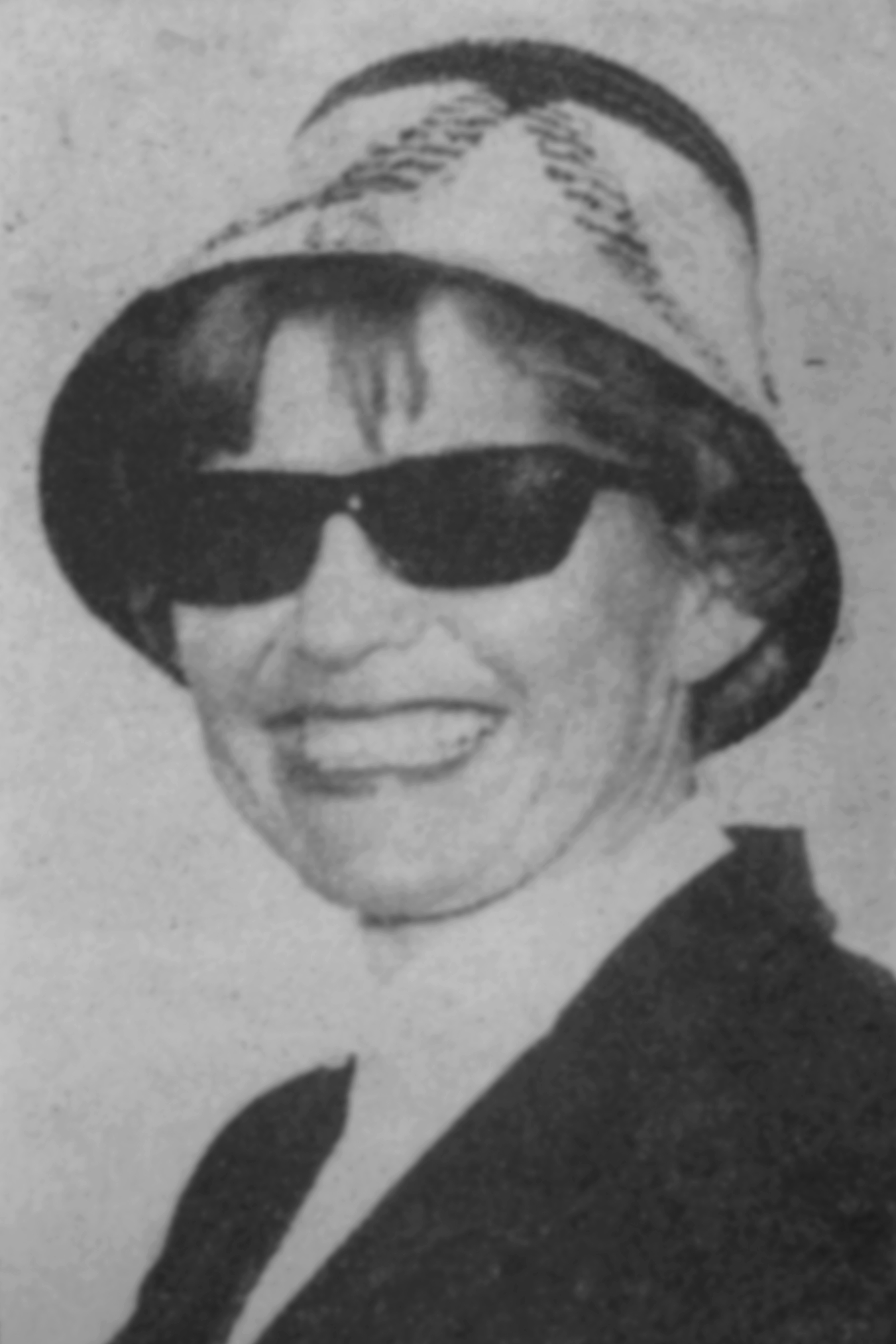
Wilhelmina Skulska przed 1968 rokiem

Wilhelmina Skulska-Kruczkowska, pierwotnie Lea Horowitz (ur. 18 grudnia 1918, zm. 28 czerwca 1998) – polska dziennikarka i publicystka.

## Życiorys
Urodziła się w rodzinie żydowskiej. Po II wojnie światowej była m.in. członkiem redakcji „Trybuny Ludu” w latach 1948–1956. Po rozwiązaniu redakcji reformatorskiego tygodnika „Po prostu” w proteście wraz z grupą dziennikarzy przeszła do tygodnika „Świat”. Była też redaktorem krakowskiego tygodnika „Przekrój”. Żona Andrzeja Kruczkowskiego, jej córkami są Anna Bikont i Maria Kruczkowska.
Krystyna Zielińska napisała na jej temat: W Stowarzyszeniu Dziennikarzy w latach pięćdziesiątych też odbieraliśmy niezłą edukację. Oto na przykład Wilhelmina Skulska miała wyjątkowo dobrze poinformowane źródła, z których czerpała materiały do swoich obszernych reportaży. Opisywała, jak źle się dzieje w fabryce X lub Y i nazajutrz zmieniano kierownictwo zakładu! Nie zdziwiłam się więc, gdy w SDP odbył się wykład pod tytułem „Wkład reportaży Wilhelminy Skulskiej w realizację zadań planu sześcioletniego”. Maciej Łukasiewicz napisał o niej jako o „niegdyś czołowej przedstawicielce prasy reżimowej”.

## Twórczość[5]
- Paryska bagietka (Wydawnictwo Literackie 1967)
- Pościg (Książka i Wiedza 1974); kryminał
- Sprawa nr 78/68 (Książka i Wiedza 1974); reportaż
- Szwajcaria: mały przewodnik turystyczny (Krajowa Agencja Wydawnicza 1976)
- Berneńskie ABC (wespół z Andrzejem Kruczkowskim; Iskry 1978)
- Bez skrupułów (Wydawnictwo Literackie 1979, ISBN 83-08-00092-4); reportaż dotyczący Zygmunta Bielaja
- Działka i ja (opracowanie graficzne Andrzej Kowalczyk; Wydawnictwo Literackie 1979, ISBN 83-08-00240-4)
- Madryckie ABC (Wyd. 2 rozszerzone i uaktualnione: Iskry 1979, ISBN 83-207-0052-3)
- Słowo inspektora (Iskry 1979, ISBN 83-207-0071-X); kryminał milicyjny
- O włos od prawdy (Iskry 1985, ISBN 83-207-0691-2); kryminał milicyjny
- Sylwester inspektora Rogosza (Iskry 1989, ISBN 83-207-1144-4); kryminał milicyjny

## Filmografia
- 1954 – Autobus odjeżdża 6.20 (autorka scenariusza; wespół z Janem Rybkowskim; reż. Jan Rybkowski)
- 1970 – Doktor Ewa (autorka scenariusza; wespół z Janem Laskowskim; reż. Henryk Kluba)